# Odontotrypes arnaudi
Odontotrypes arnaudi es una especie de coleóptero de la familia Geotrupidae.

## Distribución geográfica
Habita en Birmania.